# Platycleis crassipes
Platycleis crassipes är en insektsart som först beskrevs av Bei-bienko 1951.  Platycleis crassipes ingår i släktet Platycleis och familjen vårtbitare. Inga underarter finns listade i Catalogue of Life.